# Tasakosugróegér-formák
A tasakosugróegér-formák (Dipodomyinae) az emlősök (Mammalia) osztályának, a rágcsálók (Rodentia) rendjébe, ezen belül a tasakosegér-félék (Heteromyidae) családjába tartozó alcsalád.

## Rendszerezés
Az alcsaládba 2 nem és 22 faj tartozik:
- Dipodomys Gray, 1841 – 20 faj, kengurupatkányok
- Microdipodops Merriam, 1891 – 2 faj, törpe kengurupatkányok